# Siły Zbrojne Demokratycznej Republiki Azerbejdżanu

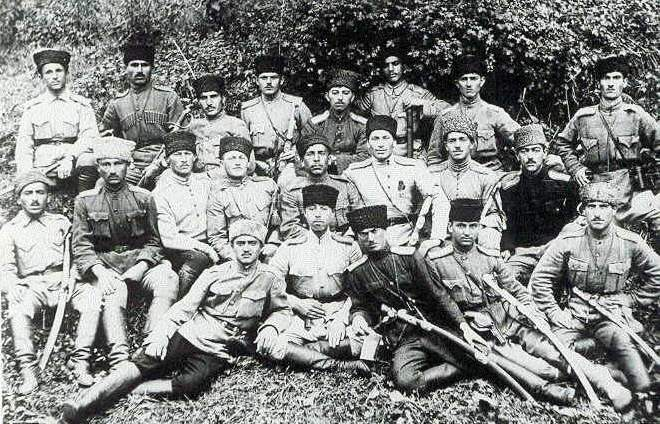
Żołnierze azerscy

Siły Zbrojne Demokratycznej Republiki Azerbejdżanu (azer. Azərbaycan Milli Ordusu, ros. Национальная армия Азербайджана) – oficjalna nazwa wojska Demokratycznej Republiki Azerbejdżanu, istniejącej w latach 1918–1920.

## Historia i organizacja armii azerbejdżańskiej
28 maja 1918 r. została proklamowana niepodległość Demokratycznej Republiki Azerbejdżanu. Stolicą zostało ogłoszone Baku, ale z powodu trwających tam walk z bolszewikami, siedzibą władz stała się Gandża. 4 czerwca tego roku w Batumi została podpisana umowa o współpracy z Imperium Osmańskim. Na jej podstawie Turcy zobowiązali się do udzielenia pomocy militarnej Azerom. W tym celu do Gandży przybyły 5 i 15 Dywizje Piechoty armii tureckiej, liczące ogółem ok. 15 tys. żołnierzy. Na ich czele stał gen. Nuri-Pasza Kiligil. 26 czerwca władze azerbejdżańskie z pomocą Turków postanowiły sformować dywizję piechoty. Pierwsze azerbejdżańskie oddziały wojskowe zgrupowane w Korpusie Muzułmańskim połączone z wojskami tureckimi utworzyły Kaukaską Armię Islamu pod dowództwem gen. Nuri-Paszy Kiligila. Liczyła ona ok. 12-18 tys. ludzi. Około 1/3 stanu liczebnego stanowili Turcy, pozostałą część Azerowie, Dagestańczycy i przedstawiciele innych ludów południowego Kaukazu. Główny zadaniem formacji było zajęcie Baku, które kontrolowali bolszewicy i ormiańscy dasznaków. 1 lipca oddziały turecko-azerbejdżańskie zdobyły Göyçay, zadając wojskom Komuny Bakijskiej duże straty, dzięki czemu inicjatywę strategiczną przejęła Kaukaska Armia Islamu. 10 lipca został zdobyty Kürdəmir. W tym czasie władzę w Baku objęła eserowsko-mienszewicko-dasznacka tzw. Dyktatura Centrokaspia, która wystąpiła o wsparcie militarne Wielkiej Brytanii. W I poł. sierpnia do miasta przybyły morzem nieduże brytyjskie siły wojskowe, nazwane Dunsterforce. 15 września musiały one jednak ewakuować się z miasta wraz z władzami Centrokaspia, gdyż do miasta wkroczyły silniejsze wojska turecko-azerbejdżańskie. 17 września do Baku przybył rząd Azerbejdżanu.

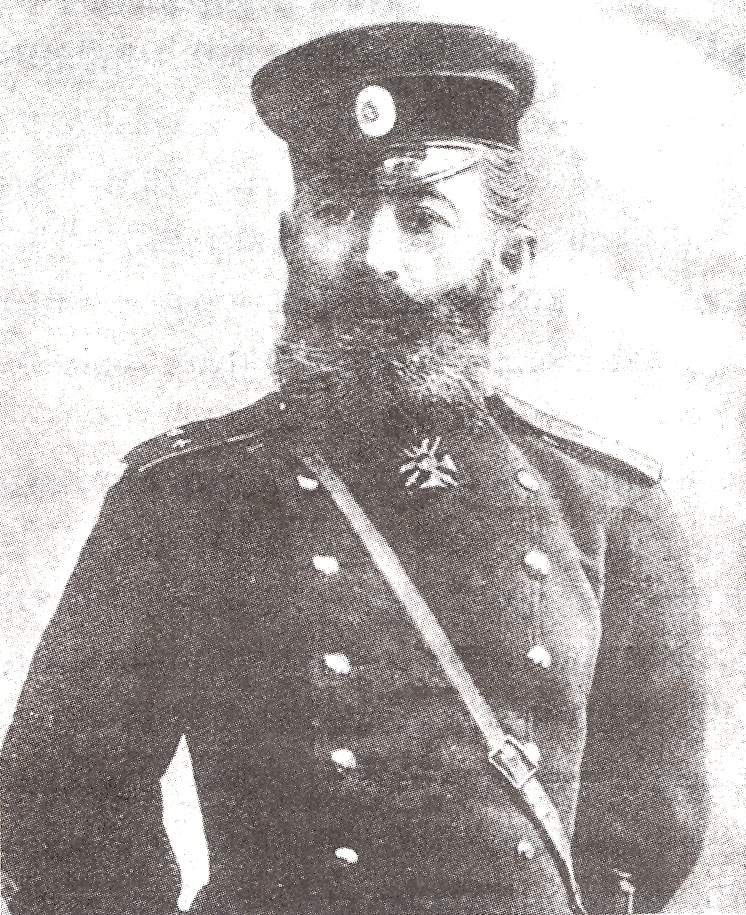
Minister obrony Demokratycznej Republiki Azerbejdżanu generał lejtnant Samed-bek Sadych-bek ogły Mehmandarow

Sytuacja Azerów pogorszyła się wkrótce w związku z pokonaniem Imperium Osmańskiego i Niemiec na frontach I wojny światowej. Na mocy rozejmu podpisanego przez Turków z Ententą w Mudros 31 października, zobowiązali się oni wyprowadzić swoje wojska z południowego Kaukazu, zaś na ich miejsce miały wkroczyć oddziały brytyjsko-francuskie. Wylądowały one w Baku 17 listopada w liczbie ok. 5 tys. żołnierzy. Pozbawieni tureckiego wsparcia wojskowego Azerowie zintensyfikowali działania zmierzające do formowania własnych sił zbrojnych. 28 października postanowiono o utworzeniu ministerstwa obrony, powołanego 7 listopada. Jego siedzibą 22 listopada stała się Gandża, gdzie przystąpiono do formowania regularnej armii azerbejdżańskiej na bazie oddziałów wchodzących wcześniej w skład Kaukaskiej Armii Islamu. Na czele ministerstwa 25 grudnia stanął gen. Samed-bek Sadyh-bek ogły Mehmandarow, zaś 29 grudnia funkcję jego zastępcy objął gen. Ali-Aga Ismaił-Aga ogły Szichlinski. 15 stycznia 1919 r. został powołany sztab główny armii z oddziałami: artyleryjskim, intendenckim, inżynieryjnym, generał kwatermistrza, dyżurnego generała, wojenno-sanitarnym, wojenno-szkoleniowym, topograficznym i kontrolnym. W marcu tego roku sztab przeszedł reorganizację, w wyniku której na bazie wydziału generał kwatermistrza powstał główny zarząd sztabu generalnego, podzielony na oddziały: generał kwatermistrza, wojskowo-topograficzny, wydział dowódcy transportu wojskowego i dowódcy przemieszczania wojsk. Przy sztabie istniały też sąd wojenny i nadzór wojskowo-prokuratorski. Szefem sztabu został gen. Matwiej Sulejman Sulkiewicz, następnie gen. Habib-bek Salimow, zaś w połowie grudnia gen. Abdulhamid-bej Szarif-bej ogły Gaitabaszi. W tym czasie powołano przy ministerstwie obrony radę wojskową złożoną z wyższych wojskowych, pełniącą rolę pomocniczą w sprawach administracyjno-finansowych. Rozpoczęto formowanie, podporządkowanej ministerstwu, tzw. Zielonej Gwardii spośród studentów i młodzieży, na czele której stanął płk Israfił-bek Israfiłow. W Baku utworzono z powodu strategicznego położenia miasta generał-gubernatorstwo bakińskiego rejonu umocnionego na czele z gen. Muradem Girejem Tlechasem. Rozwijało się szkolnictwo wojskowe. W listopadzie 1919 r. na bazie dotychczasowej szkoły praporszczików, utworzonej w porozumieniu z Turkami jeszcze w czerwcu 1918 r. w Gandży, powstała akademia wojskowa z 3 wydziałami: ogólnym, artyleryjskim i inżynieryjnym. Funkcję komendanta objął płk Szirin-bek Kesamanski. Kolejnymi komendantami byli płk Rustam-bek Szichlinski i gen. Konstantin Czcheidze. W Baku utworzono szkołę junkierską. Na przełomie 1919/1920 r. rozpoczęły działalność szkoły kawaleryjska, artyleryjska, saperska, lotnicza i felczerska. 

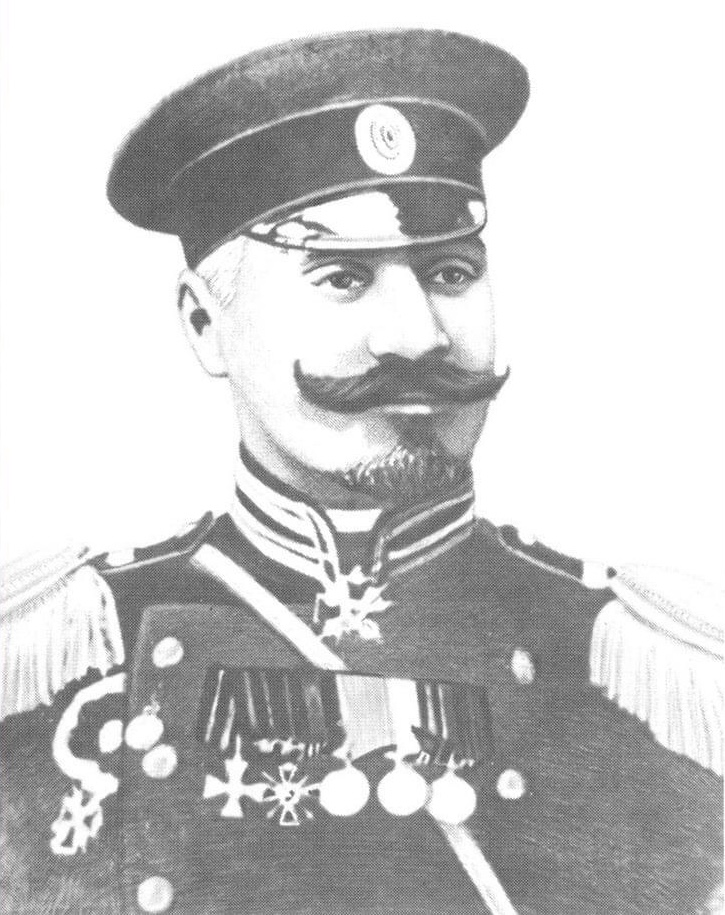
Zastępca ministra obrony Demokratycznej Republiki Azerbejdżanu generał lejtnant Ali-Aga Ismaił-Aga ogły Szichlinski

W 1919 r. armia azerbejdżańska osiągnęła liczebność ok. 25 tys. żołnierzy, która wzrosła w 1920 r. do ok. 40 tys. Jedną z głównych bolączek okazał się duży niedostatek wyższych kadr wojskowych pochodzenia azerskiego. Dlatego w armii znalazło się wielu generałów i pułkowników oraz niższych wojskowych pochodzenia rosyjskiego. Został też wysłany przedstawiciel wojskowy do Gruzji, mający za zadanie zwerbować oficerów z armii gruzińskiej. Wśród szeregowych żołnierzy szerzyły się natomiast dezercje i niskie morale. Wielu rekrutów uchylało się od służby wojskowej. Brało się to stąd, że Azerowie nie byli werbowani do armii carskiej jako „innowiercy”, i nie wyrobiły się wśród nich odpowiednie nawyki wojskowe. Ponadto brakowało pieniędzy na wypłaty żołdu, a także uzbrojenia i wyposażenia wojskowego.
Na przełomie 1919/1920 r. w skład azerbejdżańskich sił zbrojnych wchodziły:
- 1 Dywizja Piechoty w Agdamie – d-ca gen. Ibrahim-aga Musa-aga ogły Usubow, gen. Sulejman-bek Ali-Sulejman ogły Efendijew, płk Wasilij Sokołow, a następnie gen. Dżawad-bek Szichlinski, zastępca dowódcy gen. Amanułła Mirza Kadżar, szef sztabu płk Samed-bek Rafibejli, a następnie płk W. Sokołow
  - 1 Dżawanszirski Pułk Piechoty – d-ca ppłk Samed-bek Rafibekow, a następnie płk Israfił bek-Israfiłow,
  - 2 Zagatalski Pułk Piechoty – d-ca płk Ahmed-bek Dibirow,
  - 3 Gandżinski Pułk Piechoty – d-ca płk Dżangir-bek Kazumbekow,
- 2 Dywizja Piechoty – d-ca gen. Ibrahim-aga Musa-aga ogły Usubow, a następnie gen. Awiel G. Makajew, zastępca dowódcy gen. A.G. Makajew, szef sztabu płk Mahmud-bek Zejnałow,
  - 4 Kubinski Pułk Piechoty – d-ca płk Husejn-bek Kuguszow,
  - 5 Bakinski Pułk Piechoty – d-ca płk Israfił-bek Israfiłow,
  - 6 Geokczajski Pułk Piechoty – d-ca płk Mechti-bek Sułtanow,
- 1 Dywizja Konna - d-ca gen. Tejmur-bek Nowruzow, zastępca dowódcy płk Chorsow Mirza Kadżar, szef sztabu ppłk Nikołaj Eristow,
  - 1 Tatarski Pułk Konny – d-ca płk Nuch-bek Sofijew,
  - 2 Karabachski Pułk Konny – d-ca ppłk Dżumszud-chan Nachiczewanski,
  - 3 Szekinski Pułk Konny – d-ca płk Tongijow,
- 1 Brygada Artylerii – d-ca płk Daniał-bek Gałładżew,
- 2 Brygada Artylerii – d-ca płk Rustam-bek Szichlinski,
- kilka pozycyjnych baterii artylerii,
- batalion forteczny.

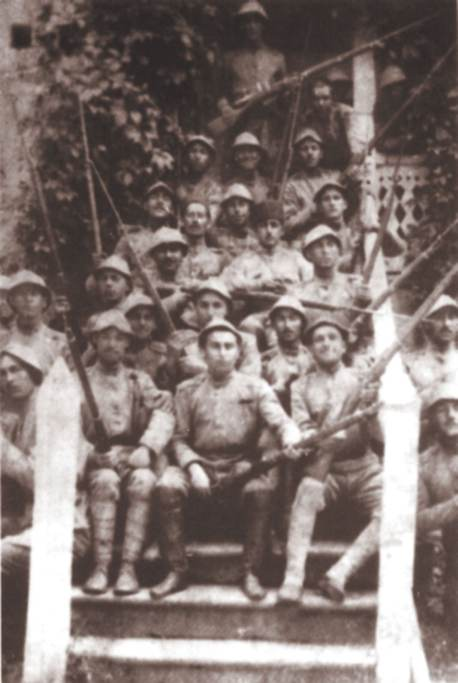
Żołnierze azerscy

W armii azerbejdżańskiej sformowano również 2 oddziały wojskowe złożone z Kurdów. Były to: Kurdyjski Batalion Strzelecki pod dowództwem sztabskpt. Junisa Szakarowa, włączony w skład 1 Dywizji Piechoty i Kurdyjski Dywizjon Konny pod dowództwem rtm. Selim-beka Sułtanowa, podlegający 1 Dywizji Konnej. Oba oddziały, w przypadku mobilizacji wojennej, miały być rozwinięte do wielkości kolejno 4-batalionowego pułku strzeleckiego i 4-sotniowego pułku konnego. Ponadto istniały pluton samochodów pancernych (6 pancerek) i oddział lotniczy (8 hydroplanów M-5) pod dowództwem ppor. Tejmur-chana Afszara. Armia azerbejdżańska miała też 2 lub 3 pociągi pancerne. Na pocz. 1920 r. rozpoczęto formowanie 3 Dywizji Piechoty (7 Szirwanski Pułk Piechoty i 8 Agdaszski Pułk Piechoty), dywizjonu haubic i pułku kawalerii, ale nie zdążono go zakończyć. Po wycofaniu się wojsk brytyjskich z Azerbejdżanu w tym czasie, w Baku powołano port wojskowy i rozpoczęto formować flotyllę wojenną, opartą na okrętach carskiej kaspijskiej floty wojennej. W jej skład weszły 2 kanonierki „Ardagan” i „Kars”, statki łącznikowe „Astrabad” i „Geok-Tepe”, statek hydrograficzny „Araks” i holownik portowy „Baiłow”. Następnie Brytyjczycy przekazali Azerom pewną liczbę mniejszych okrętów wojennych i statków pomocniczych (b. carskich statków handlowych, na których zainstalowano uzbrojenie). Jednakże marynarze i kadra oficerska, pochodzący głównie z floty handlowej, nie byli przeszkoleni do służby na okrętach wojennych, z powodu czego marynarka wojenna Demokratycznej Republiki Azerbejdżanu nie prezentowała większych zdolności bojowych. Pod koniec lutego 1920 r. parlament azerbejdżański uchwalił ustawę o utworzeniu w Gandży zakładów wojskowych, mających remontować sprzęt artyleryjski, ale nie udało się ich uruchomić. W marcu tego roku utworzono jednolity Sztab Armii Azerbejdżańskiej.

## Działania zbrojne armii azerbejdżańskiej

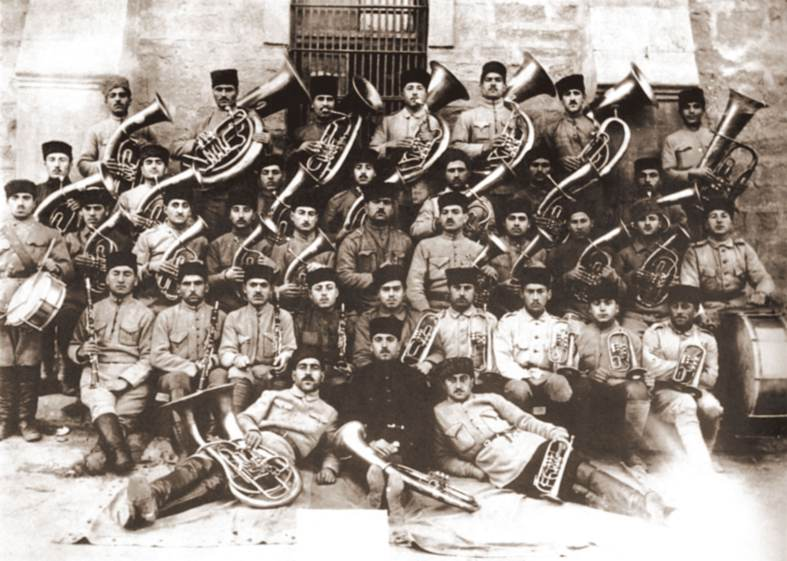
Azerska orkiestra wojskowa

Demokratyczna Republika Azerbejdżanu w krótkim okresie swojego istnienia miała kilka sporów terytorialnych z państwami sąsiednimi. Pod koniec czerwca 1918 r. udało się w sposób pokojowy zakończyć spór z Demokratyczną Republiką Gruzji o okręg zakatalski, który wszedł w skład Azerbejdżanu. Umowa z Gruzinami pozwalała też na współdziałanie w przypadku zaatakowania terytoriów obu państw przez wojska Białych gen. Antona Denikina. Z kolei spór terytorialny z Persją został rozwiązany za pośrednictwem Brytyjczyków.
Wybuchem konfliktu zbrojnego zakończyły się natomiast spory pograniczne z Demokratyczną Republiką Armenii, która podpisała tajny pakt wojskowy z Białymi. W okręgach nachiczewańskim, zangezurskim i karabachskim, z których wycofały się wojska tureckie, Ormianie przystąpili do represji i wypędzeń ludności muzułmańskiej. Kolejnym problemem była kwestia Górskiego Karabachu, który - znajdując się na terytorium Azerbejdżanu - był zamieszkały w zdecydowanej większości przez ludność ormiańską. W lipcu 1918 r. ogłosiła ona niezawisłość tego obszaru. Działania Ormian miały wsparcie Brytyjczyków. Nie mając dostatecznych sił wojskowych w tym regionie, Azerowie zaczęli tworzyć lokalne formacje zbrojne. 22 kwietnia 1918 r. w Nachiczewanie została proklamowana Republika Araksu. Polityka jej władz zmierzała do połączenia się z Demokratyczną Republiką Azerbejdżanu. Istniała do końca maja 1919 r., kiedy zlikwidowały ją wojska armeńskie dowodzone przez brytyjskich doradców militarnych. Doprowadziło to w czerwcu tego roku do krótkotrwałego konfliktu zbrojnego z oddziałami regularnej armii azerbejdżańskiej. W Karabachu, aby miejscową ludność muzułmańską przed atakami Ormian, w II poł. stycznia 1919 r. zostało utworzone samodzielne karabachskie generał-gubernatorstwo na czele z Chorsow-beka Paszy-beka ogły Sułtanowa. Jednocześnie działania Brytyjczyków doprowadziły do oddania wprawdzie Armenii części Zangezuru, ale jednocześnie do faktycznego umocnienia władzy azerbejdżańskiej na pozostałych spornych obszarach.
Kolejnym zarzewiem konfliktu był okręg muganski ze stolicą w Lenkoranie, gdzie od poł. 1918 r. rządziły władze uznające Białych, zaś po przewrocie komunistycznym w maju 1919 r. bolszewicy. W celu zdławienia buntu władze azerbejdżańskie wysłały do Lenkoranu 4-tysięczny oddział wojskowy pod dowództwem gen. Habib-beka Salimowa. Pod koniec lipca zlikwidowały one Muganską Republikę Sowiecką, zabijając jej przywódców. Zdobyły m.in. 1 samolot, ok. 40 dział i ok. 60 karabinów maszynowych. W październiku pomoc wojskowa została wysłana do Karabachu. Na jej czele stanął gen. Ali-aga Ismaił-aga ogły Szichlinski. 23 listopada w Tyflisie przy pośrednictwie Amerykanów doszło do podpisania czasowej umowy azerbejdżańsko-armeńskiej, na mocy której wojska azerbejdżańskie wycofały się z Zangezuru. Wykorzystali to Ormianie, których regularne oddziały wojskowe wkroczyły tam w II poł. stycznia 1919 r., ale zostały odparte przez Azerów. W marcu 1920 r. doszło do ataku Ormian na Şərur i Ordubad. Pod koniec marca wybuchło powstanie Ormian w Górskim Karabachu. Do walk doszło w miastach Şuşa, Tərtər, Askeran.
Konflikty terytorialne pomiędzy Azerbejdżanem i Armenią wykorzystali bolszewicy, których 11 Armia wkroczyła na ziemie azerbejdżańskie i bez walki (wojska azerbejdżańskie w zdecydowanej większości były zaangażowane w działania wojenne przeciwko Ormianom) zajęły Baku 28 kwietnia 1920 r. Armia Demokratycznej Republiki Azerbejdżanu została zlikwidowana. 15 spośród 21 azerbejdżańskich generałów zostało rozstrzelanych przez bolszewików.

## Generałowie armii azerbejdżańskiej
- gen. lejt. Samed-bek Sadyh-bek ogły Mehmandarow,
- gen. lejt. Ali-Aga Ismaił-Aga ogły Szichlinski,
- gen. lejt. Matwiej Sulejman Sulkiewicz,
- gen. lejt. Giennadij N. Tarchanow,
- gen. mjr Habib-bek Salimow,
- gen. mjr Fejzułła Mirza Kadżar,
- gen. mjr Wasilij D. Kargaleteli,
- gen. mjr Konstantin Czcheidze,
- gen. mjr Tejmur-bek Nowruzow,
- gen. mjr Awiel G. Makajew,
- gen. mjr Ibrahim-aga Musa-aga ogły Usubow,
- gen. mjr Mamed Mirza Kadżar,
- gen. mjr Dawid-bek Jedigarow,
- gen. mjr Sulejman-bek Ali-Sulejman ogły Efendijew,
- gen. mjr Dżawad-bek Szichlinski,
- gen. mjr Abdulhamid-bej Szarif-bej ogły Gaitabaszi,
- gen. mjr Wasilij I. Dubrowski,
- gen. mjr Ibrahim-aga Wielikow,
- gen. mjr Murad Girej Tlechas,
- gen. mjr Amanułła Mirza Kadżar,
- gen. mjr Firudin-bek Dżamal-bek ogły Wiezirow,
- gen. mjr Alijar-bek Haszimbekow,
- gen. mjr Emir-Kazim Mirza Kadżar,
- gen. mjr Sadych-bek Agabiekow.